# Distrito de Jorhat
Jorhat (en asamés; যোৰহাট জিলা) es un distrito de India en el estado de Assam. Código ISO: IN.AS.JO.
Comprende una superficie de 2 851 km².
El centro administrativo es la ciudad de Jorhat.

## Demografía
Según censo 2011 contaba con una población total de 1 091 295 habitantes, de los cuales 533 351 eran mujeres y 557 944 varones.